# Romain Salin
Romain Salin (Mayenne, 29 de julho de 1984) é um futebolista francês que joga no Marítimo na posição de guarda-redes

## Carreira
Em Janeiro de 2014 assinou um contrato válido por duas épocas e meia com o Club Sport Marítimo. No final do seu contrato como guardião do Club Sport Marítimo, posteriormente foi vendido ao Guingamp onde realizou apenas quatro jogos.
O guarda-redes Romain Salin reforçou a equipa de futebol do Sporting, em 2017 onde assinou um contrato válido por duas épocas e meia, onde conquistou três títulos.

## Títulos
Sporting
- Taça da Liga: 2017–18, 2018–19
- Taça de Portugal: 2018-19